# Pterothrissinae
Sous-famille
Les Pterothrissinae sont une sous-famille de poissons marins de la famille des Albulidae.

## Liste des genres
Selon World Register of Marine Species (30 janvier 2024) :
- Nemoossis Hidaka, Tsukamoto & Iwatsuki, 2016
- Pterothrissus Hilgendorf, 1877

## Systématique
Le nom valide complet (avec auteur) de ce taxon est Pterothrissinae Gill, 1893.